# Adam Curry

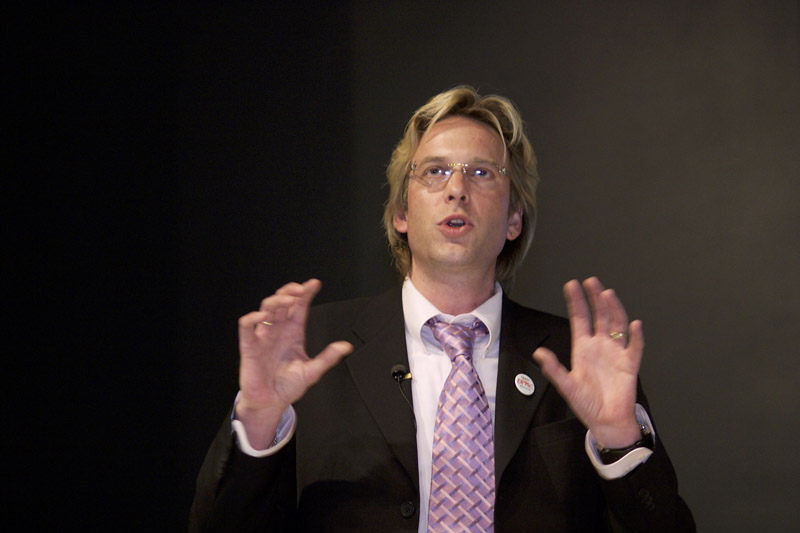
Adam Curry, 2005

Adam Clark Curry (* 3. September 1964 in Arlington County, Virginia) ist ein US-amerikanisch-niederländischer Radiomoderator.
In den 1970er Jahren machte er erste Erfahrungen im Radio-Geschäft. Anfang der 1980er Jahre moderierte Curry (damals noch unter dem Pseudonym John Holden) englischsprachige Sendungen bei illegalen Radiostationen in der Region Amsterdam, u. a. bei Radio Picasso und Radio Decibel. Bekannt wurde er mit der Fernsehsendung CountDown, die er 1984 im Alter von 19 Jahren zum ersten Mal im niederländischen Fernsehen (bei Veronica) moderierte und die letztlich in 22 Ländern gesendet wurde. Im niederländischen Radio führte er das ZMorningZoo-Konzept von seinem späteren Arbeitgeber Z100 ein, allerdings nicht als Morgensendung, sondern als Freitag-Abend-Show, die er gemeinsam mit seinem Freund und Kollegen Jeroen van Inkel moderierte („Curry & Van Inkel“). In dieser Zeit arbeitete Curry auch für den paneuropäischen Musiksender Music Box. 1987 begann Curry für den Musiksender MTV in den Vereinigten Staaten zu arbeiten. Außerdem moderierte er bei dem populären Radiosender WHTZ (Z-100) in New York.
Nach seiner Radio- und TV-Karriere studierte Adam Curry Schauspiel, später gründete er die Firma On Ramp Inc., ein Internet-Startup, das er aber zwei Jahre später wieder verkaufte.
Er gilt als eine Schlüsselfigur in der Entstehung des Podcastings und der Webseite mtv.com.
Curry lebt in Austin, Texas, und war von 2012 bis 2015 mit der niederländischen Schauspielerin und Künstlerin Micky Hoogendijk (* 1970) verheiratet. Bis 2009 war er mit der niederländischen Sängerin Patricia Paay (* 1949) verheiratet, mit der er eine Tochter (Christina, * 1990) hat.